# Marc Torke

Marc Torke 2011

Marc Torke (* 1. März 1982 in Wesel) ist deutscher Moderator, Social-Media-Experte und Redner.
Aufgewachsen in Alpen am Niederrhein, besuchte er von 1992 bis zu seinem Abitur 2001 das Friedrich-Spee-Gymnasium in Geldern.

## Social Media, Rundfunk und Öffentlichkeit

### Social Media
Mit seinem 2016 gegründeten Unternehmen berät er Städte und Gemeinden im Bereich Social Media.
Darüber hinaus engagiert sich Torke in Initiativen, die sich mit dem Umgang von Kindern mit den Sozial Medien befassen.

### Radio
Nach der Schulzeit war Torke von 2002 bis 2004 beim NRW-Lokalradiosender Welle Niederrhein in Krefeld als Volontär tätig, bevor er 2004 zum niedersächsischen Privatsender Radio ffn in Hannover wechselte. Dort war er als Nachwuchsmoderator regelmäßig in verschiedenen Sendungen zu hören.
Ab 2007 moderierte Torke beim MDR-Sender Jump die Morgen- und Vormittagssendung.
2009 wechselte Torke zu Radio K.W., in dessen Folge sich die Reichweite des Senders verdoppelte. Er führt aktuell zudem gelegentlich durch das Nachtprogramm von Radio NRW. Bereits sehr schnell erhöhte er seine Bekanntheit im Kreis Wesel, u. a. als er die letzte Schweißnaht der Niederrheinbrücke Wesel setzte.
Seit Mitte Oktober 2010 nimmt Torke Aufgaben als Morgenmoderator und Programmplaner wahr.

### Fernsehen
Beim MDR Fernsehen ist er als Reporter aktiv. Sportlich sieht man Torke beim Biathlon-Weltcup und den Rennrodel-Weltmeisterschaften in Oberhof. 2009 nahm er beim ZDF-Flirtcamp teil. Aktuell ist er regelmäßig zu Gast in Kochshows, wie Topfgeldjäger, der Küchenschlacht oder dem perfekten Dinner.

### Stadionsprecher
Torke gehörte bis 2005 dem Stadionsprecher-Team der Krefeld Pinguine an, die ihre Spiele im Krefelder Königpalast austragen und war seit seiner Zeit in Hannover beim American Football der Hannover Spartans zu hören.

### Stadtmarketing
Seit 2014 ist Torke im Bereich Stadtmarketing tätig und konnte mit seinem Projekt "Selfi-Points" bereits Erfolge verzeichnen.
Mit regionalen Vermarktungsstrategien wie dem Niederrheinischen Spargeldöner konnte er überregionale mediale Aufmerksamkeit erzeugen.

### Herausgeber
Zusammen mit Tim Michalak hat Torke 2017 ein Buch über die Bönninghardt, einem Ortsteil der Gemeinde Alpen am Niederrhein, herausgegeben.

## Engagement
Neben seiner Moderatorentätigkeit in ganz Deutschland blieb Torke seiner Heimat Niederrhein treu und unterstützt ehrenamtlich die Vereine seines Heimatortes. Darüber hinaus konnte ihn die Gemeinde Alpen zur Unterstützung der Bürgerinitiative gegen den geplanten großflächigen Kiesabbau gewinnen.
Des Weiteren engagierte er sich in diversen Wohltätigkeitsaktionen, darunter "Bewegen Hilft!" wofür er für den Deutschen Bürgerpreis nominiert wurde.